# Nicolai Flø
Nicolai Flø Jepsen (født 25. september 1995) er en dansk fodboldspiller, der spiller for Sønderjyske Fodbold. Han skiftede i sommeren 2020 på en fri transfer.

## Klubkarriere

### Silkeborg IF
Han spillede ungdomsfodbold i Silkeborg IF. Den 23. maj 2014 blev Flø en del af klubbens førsteholdstrup, hvor han samtidig skrev under på en professionel kontrakt. Kontrakten havde en varighed af to år. Den 1. juni 2016, efter at have tilbragt to år som reservekeeper for førstemålmanden Thomas Nørgaard, blev det offentliggjort, at han forlod Silkeborg IF på en fri transfer.

### Vendsyssel FF
Den 12. juni 2016 blev det offentliggjort, at Flø skiftede til Vendsyssel FF, hvor han skrev under på en toårig aftale. Flø fik sin professionelle førsteholdsdebut den 24. juli, da han var en del af startopstilligen i et 0-1-nederlag hjemme til HB Køge. Efterfølgende var han fast førstemålmand, men betragtede konkurrencen med Simon Enevoldsen, der var andenmålmand, som 'sund'.
Den 20. februar 2018 blev det offentliggjort, at Flø havde skrevet under på en ny kontrakt med Vendsyssel, således parterne havde papir på hinanden frem til 2020. Efter 1. division 2017-18 rykkede Vendsyssel op i den bedste danske fodboldrække, Superligaen, for første gang nogensinde. I den afgørende kamp mod Lyngby Boldklub om at spille i Superligaen i 2018-19-sæsonen reddede Flø et straffespark fra Herolind Shala, som endte med en 3-1-sejr til Vendsyssel FF.
Da Vendsyssel F.F. indledte foråret 2019 hjemme mod FC Midtjylland, var det Michael Tørnes, der stod på mål, således Flø var degraderet til at være andenmålmand. Han udtalte i den forbindelse, at "Da vi skulle spille en halvleg hver i den sidste testkamp, kunne jeg godt se, hvor det bar henad, men inden da havde jeg ikke set det komme. Det kommer som en overraskelse for mig, at jeg ikke er førstevalg længere". Han udtalte i marts 2019, at han overvejede at forlade klubben til fordel for eksempelvis Silkeborg IF. Han vandt pladsen tilbage i slutningen af marts 2019, og han spillede således sin første officielle kamp i foråret den 31. marts i en 3-3-kamp hjemme mod Hobro IK.
Michael Tørnes skiftede i sommeren 2019 til Brøndby IF, og ind blev i stedet hentet Peter Friis Jensen, der var udset som reserve for Flø. Flø stod også de første seks kampe i 1. division, inden Friis Jensen fik chanchen den 1. september 2019. Ifølge Nordjyske var der i den forbindelse "[...] vendt op og ned på målmandshierakiet i Vendsyssel FF".
I midten af juni 2020 blev det offentliggjort, at Flø forlod Vensyssel FF.